# Hamaca

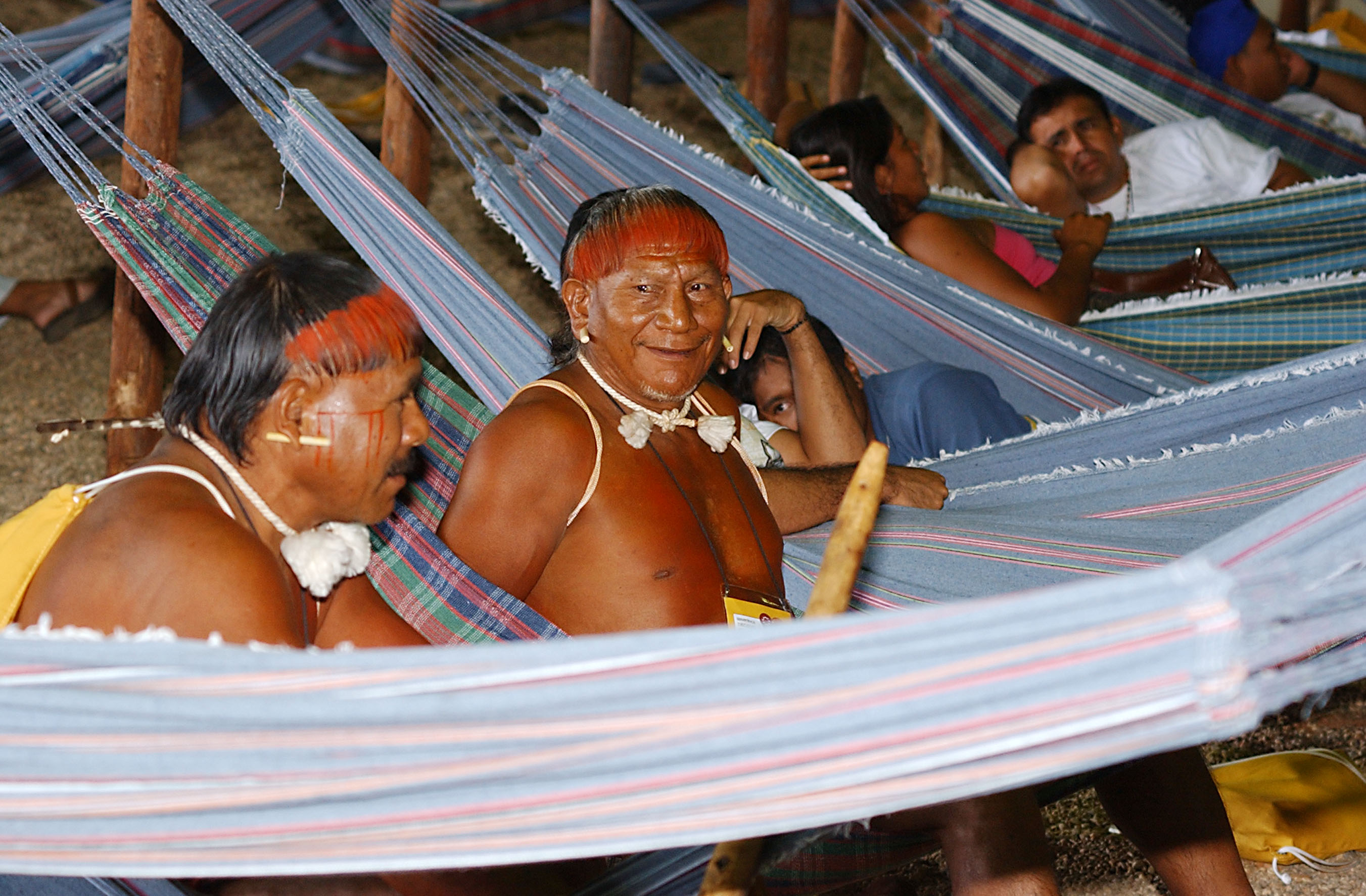

L'hamaca és un moble utilitzat per a dormir o reposar-se. Consisteix en una lona o xarxa constituïda per cordill o corda fina que es lliga a dos punts ferms. La paraula hamaca prové del taïno i significa "xarxa per a peix". També té origen en la paraula «chinchorro» que a Amèrica significa xarxa de pesca i el seu ús com a hamaques o llit en feines de pesca i llocs apartats de la residència.

## Història

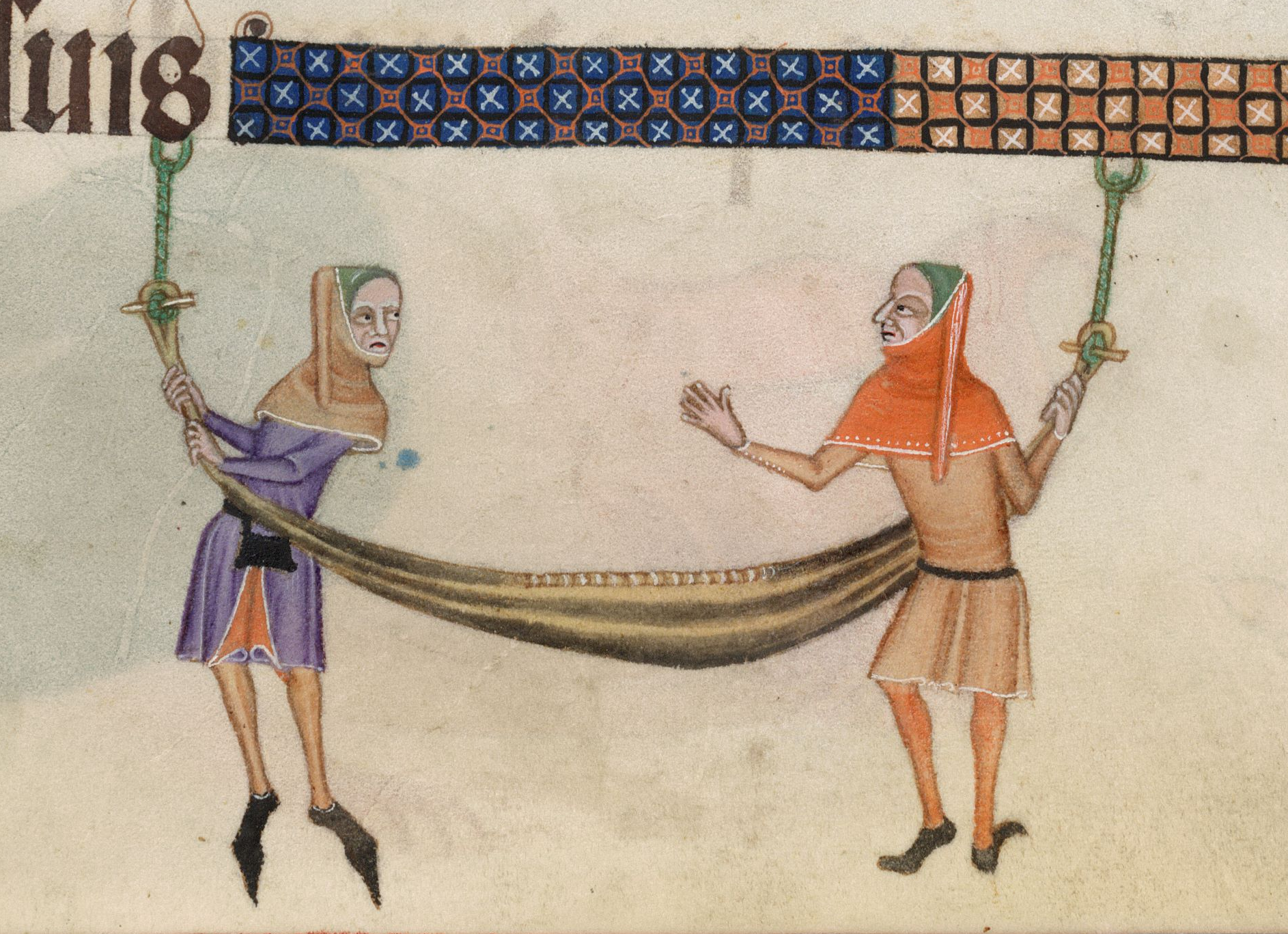
Hamaca al Saltiri de Luttrell (c. 1330)

Una hamaca està representada al Saltiri de Luttrell, datat cap al 1330. La miniatura del manuscrit medieval d'Anglaterra demostra l'existència de hamaques a Europa abans del descobriment d'Amèrica per Cristòfor Colom.

## Materials

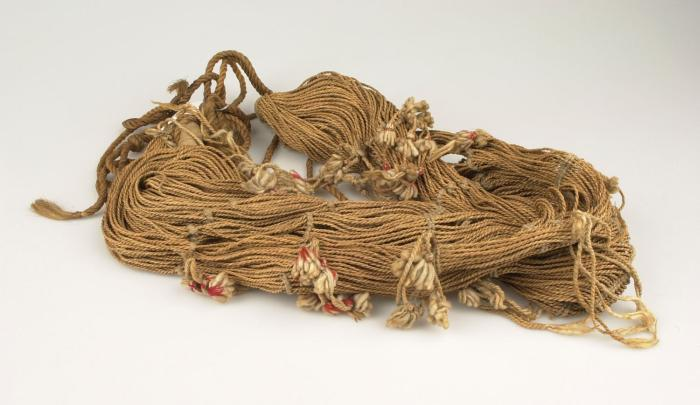
Hamaca Kalima Surinam.

Estan fabricades de diversos materials i la qualitat depèn sobretot en l'ordit i el nombre de fils utilitzats. Les hamaques han estat utilitzades després del segle xvi pels mariners en els vaixells, ja que l'hamaca es mou al ritme de la nau i el dorment no corre el risc de ser llançat a terra.
Les hamaques, originalment fetes de fils de fibres vegetals resistents com el cànem, agave o cumare nuats, posteriorment es van fer teixides de cotó tenyides amb tints vegetals i anilines, varietat de dissenys, colors i mides, s'elaboren actualment de fibres de polièster, encara que actualment el material més utilitzat per fer-les és el polipropilè també hi ha un retorn a les tradicions, a la fibra vegetal.

## Ús
Com molts ginys o elements elaborats per nadius d'Amèrica provoquen disputes regionals per a designar llur bressol, el cert és que el seu ús es va expandir entorn del món per les empreses comercials del segle xvi. Creades en bastidors de teler amb fils de cotó, que es teixeix en ordit i trama, en un procés pel qual es va passant l'ordit per dalt i sota de la trama, creuant per finalment formar l'hamaca.
Les hamaques són elements estàndards en gairebé totes les cases de Yucatán i de tot el Carib. No van ser part de la civilització clàssica de l'era maia, es deia que van arribar al Yucatán des del Carib menys de dos segles abans de l'arribada dels espanyols.
Fabricada i utilitzada en tota Amèrica, en Argentina, Bolívia, Brasil, Colòmbia, Costa Rica, Cuba, El Salvador, Nicaragua, Uruguai, Veneçuela. A Argentina i Uruguai es diu hamaca paraguaiana de l'hamaca.
A la zona de l'istme de Tehuantepec a Mèxic, es troba una de les més grans produccions d'hamaques d'Amèrica; una mica més al nord, en sierra Juárez es troba San Pablo Yaganiza amb un tipus d'hamaca única, elaborada actualment a Espanya per artesans tèxtils.
També es diuen hamaques a les gandulas plegables que s'utilitzen per prendre el sol a la platja o la piscina. Generalment, estan constituïdes per un bastidor metàl·lic plegable i una lona cosida a aquest o als gronxadors.